# Dargin
Dargin (niem. Dargeimer See) – jezioro w Polsce, położone w województwie warmińsko-mazurskim, w powiecie węgorzewskim, w gminie Pozezdrze, w Krainie Wielkich Jezior Mazurskich. Akwen wchodzi w skład kompleksu Mamr.

## Nazwa
Nazwa jeziora ma rodowód staropruski. Starobałtyjski rdzeń darg oznaczał ‘słotny, wilgotny, mokry’.

## Charakterystyka
Dargin nie jest samodzielnym jeziorem, lecz elementem kompleksu znanego pod wspólną nazwą Mamry. Jezioro łączy się od południa z jeziorem Kisajno, od zachodu poprzez jezioro Łabap z Jeziorem Dobskim, a od północy z jeziorem Kirsajty, które łączy je z Mamrami Właściwymi (przejście pod Mostem Sztynorckim). Na północnym brzegu jest też wejście do kanału Sztynorckiego, łączącego Dargin z niewielkim Jeziorem Sztynorckim, nad którym znajduje się znana wieś letniskowa i duży port jachtowy – Sztynort. Nad samym jeziorem Dargin położone są miejscowości: Pieczarki, Nowy Harsz, Skłodowo i Poganty.
Na południu granica z jeziorem Kisajno jest umowna i znajduje się w najwęższym miejscu szerokiego przejścia (pomiędzy Królewskim Rogiem i Wysokim Rogiem). Również umowna jest granica z jeziorem Łabap, znajdująca się na wysokości wysepki Ilma. We wschodniej części jezioro się rozszerza.
Średnio rozwinięta linia brzegowa jest w 80% porośnięta przede wszystkim trzciną i oczeretem (4,5% dna), a roślinność zanurzona zajmuje ok. 25% powierzchni jeziora. Brzegi są niskie i płaskie. Jezioro ma sześć dopływów powierzchniowych, m.in. rzeka Radzieja, wpadająca do zatoki Łabap, niewielki ciek z rejonu wsi Harsz, dopływ z jeziora Skraż i z okolic wsi Poganty oraz kanał z Jeziora Sztynorckiego. Zatoka Łabap zasilana jest również kilkoma krytymi rowami, czynnymi okresowo.
Dno ma zróżnicowaną rzeźbę z licznymi płyciznami, jak też z równie licznymi dużymi głębokościami oraz rozległymi wypłyceniami śródjeziornymi.

## Morfometria
Jezioro jest szerokie. Ma powierzchnię 3030 ha, długość 10,1 km, szerokość 5,6 km. Jest stosunkowo głębokie – głębokość maksymalna 37,6 m, głębokość średnia – 10,6 m. Długość linii brzegowej wynosi 37,6 km. Powierzchnia lustra wody wynosi 3030 ha, natomiast powierzchnia wysp – 3,5 ha.
Dargin jest jeziorem mezotroficznym, skłaniającym się ku eutrofii. Korzystne warunki naturalne jeziora sprzyjają utrzymaniu dobrej jakości wód, jednak w czasie letniej stagnacji przy dnie obserwuje się wyraźne symptomy przeżyźnienia zbiornika. Jest średnio podatne na wpływy zewnętrzne, konieczna racjonalna gospodarka w zlewni jeziora dla niedopuszczenia do pogorszenia jakości wody. Jezioro jest zasobne w związki fosforu (fosfor całkowity – III klasa, natlenienie hypolimnionu – III klasa, a związki azotowe odpowiadały normom II klasy). Związki azotu mieszczą się w granicach I – II klasy czystości, natomiast stan sanitarny – I klasa.

## Turystyka
Jezioro służy głównie jako szlak żeglugowy między Giżyckiem a Węgorzewem, a także w drodze do Sztynortu i na jezioro Dobskie. Z powodu otwartej przestrzeni jest nawiedzane przez silne wiatry.
Na północnym brzegu, pomiędzy ukrytym w trzcinie wejściem do Kanału Sztynorckiego, a znajdującym się nieco na wschód przejściem na jezioro Kirsajty, naprzeciw cypla, znajdują się niebezpieczne dla żeglugi ukryte tuż pod powierzchnią Głazy Sztynorckie. Są wyraźnie oznakowane przy pomocy 4 znaków kardynalnych, jednak w czasie złej pogody fale częściowo je maskują.